# Teléfono inteligente

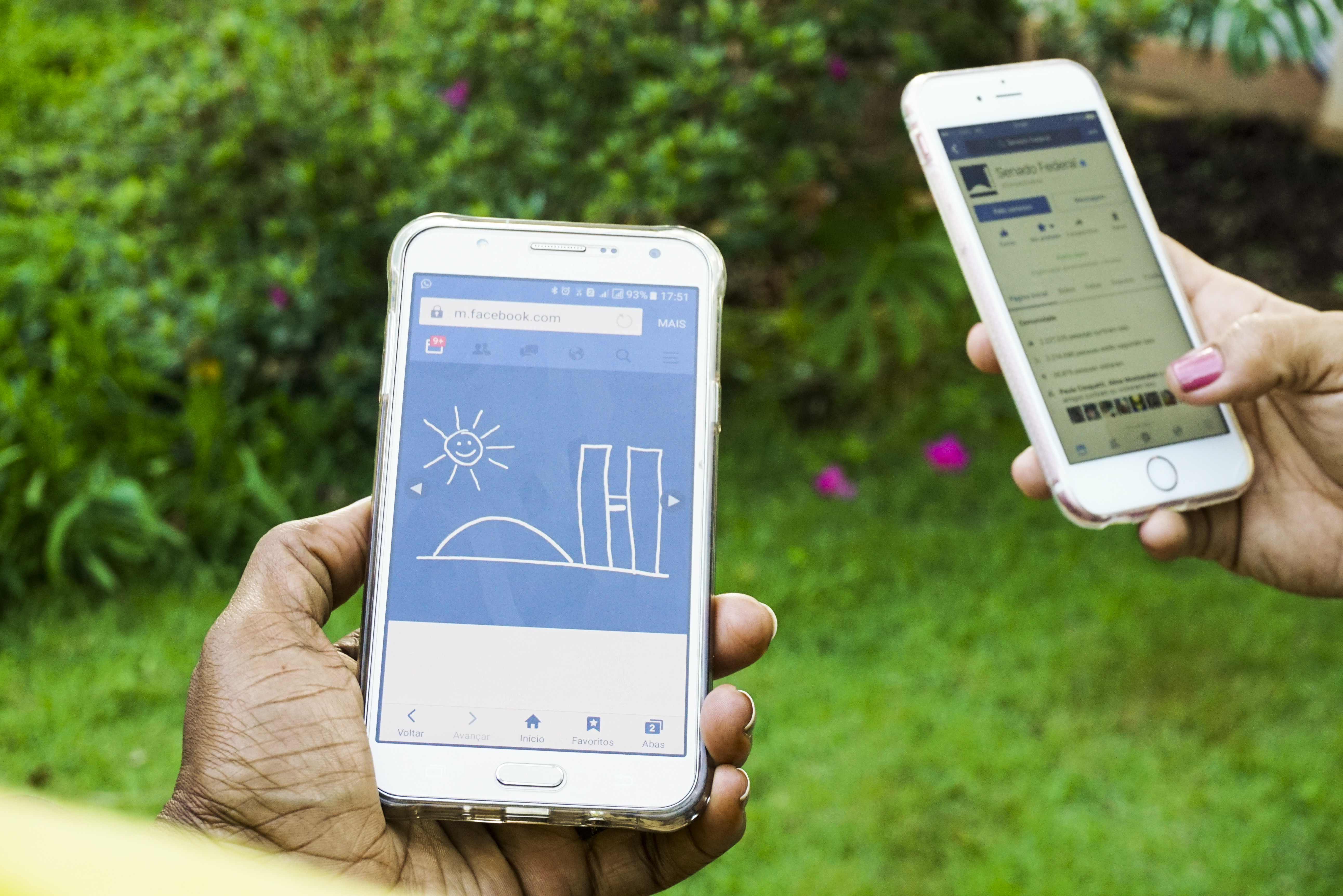
Dos teléfonos inteligentes: un Samsung Galaxy J5 (izquierda) y un iPhone 6s (derecha).

El teléfono inteligente (calco del inglés smartphone) es un dispositivo móvil que combina las funciones de un teléfono móvil y de un PDA. Estos dispositivos funcionan sobre una plataforma informática móvil, con mayor capacidad de almacenar y capaz de realizar tareas simultáneamente, tareas que realiza una computadora, y con una mayor conectividad que un teléfono convencional. Debido a ello, estos teléfonos reciben el nombre de «inteligente», que se utiliza más bien con fines comerciales para distinguir de los teléfonos móviles o celulares básicos. El antecedente más cercano de estos dispositivos son los PDA.
Por otra parte, los teléfonos inteligentes modernos tienen sus orígenes a fines de la década de los 2000 y se popularizaron rápidamente en el transcurso de la década de 2010. A principios de 2013 los teléfonos inteligentes superan en venta a los teléfonos celulares básicos/convencionales, revolucionando para siempre la telefonía móvil/celular desde entonces. Los sistemas operativos móviles más utilizados al 2021 son Android e iOS y las marcas más populares son Xiaomi, Samsung, Apple, Huawei, Oppo, Realme, Motorola y Vivo. Una de las principales características de estos teléfonos es la pantalla táctil capacitiva, que reemplaza a los botones y a la pantalla visual pequeña de los teléfonos anteriores. Entre otros rasgos comunes está la función multitarea, el soporte completo al correo electrónico, el acceso Internet vía Wifi o redes LTE, 2G, 3G, 4G, 5G; funciones multimedia (cámara y reproductor de audio/vídeo con sonido HD), programas de agenda, administración de contactos, acelerómetro, Bluetooth, GPS y algunos programas de navegación, así como ocasionalmente la capacidad de leer documentos en variedad de formatos como PDF, HTML, TXT y documentos ofimáticos.
Casi todos los teléfonos inteligentes también permiten al usuario instalar aplicaciones adicionales, habitualmente incluso desde terceros, hecho que dota a estos teléfonos de muchísimas funciones en diferentes ámbitos.

## Historia

### Precursor

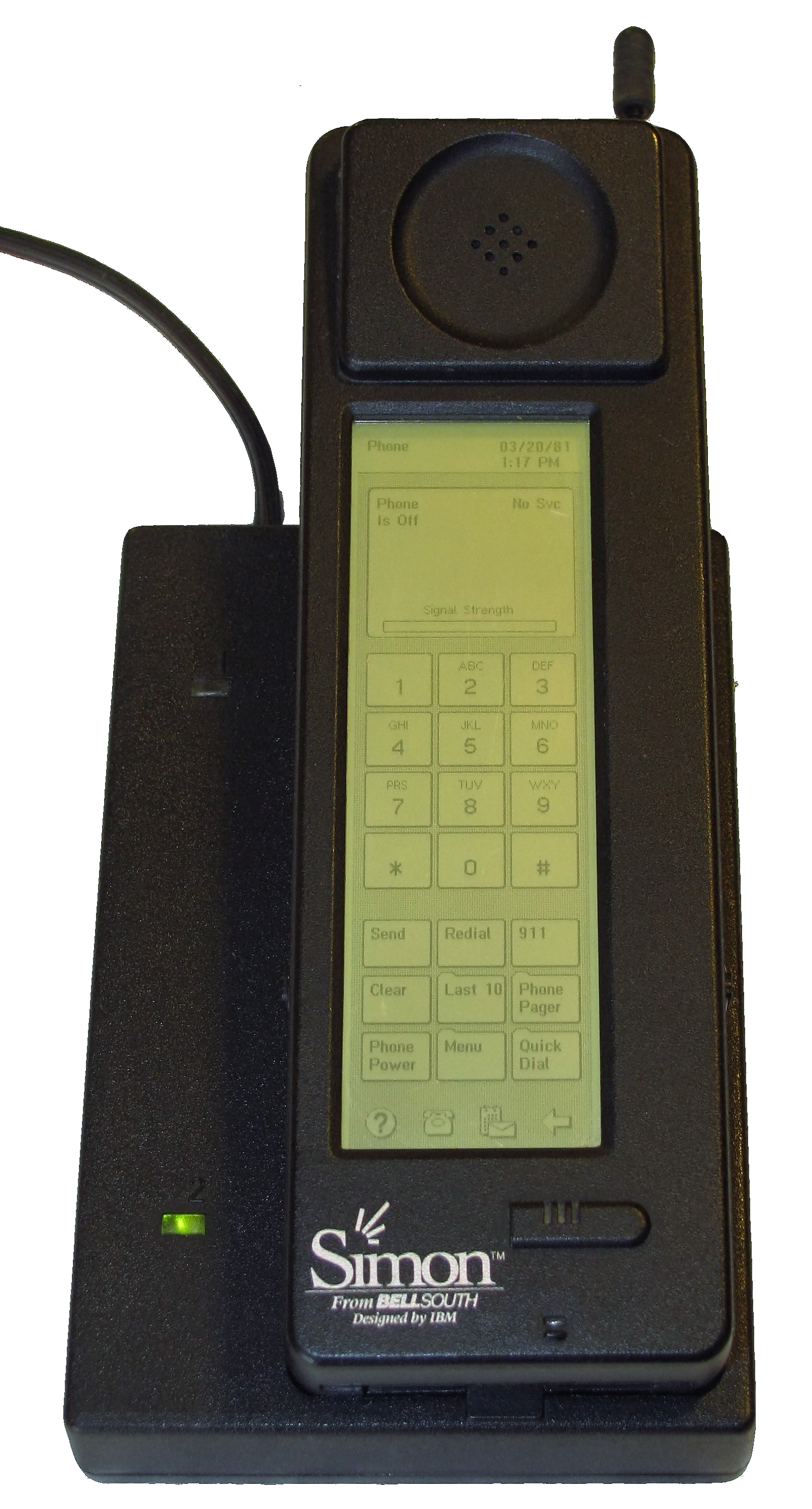
IBM Simon de 1993

El lBM Simon fue el primer dispositivo disponible comercialmente que podría denominarse correctamente como "teléfono inteligente" comenzó como un prototipo llamado "Angler" desarrollado por Frank Canova en 1992 mientras estaba en IBM, aunque el término de teléfono de inteligente de aquella época no se aplique a los estándares actuales. Además, fue mostrado en noviembre de ese año en la feria comercial de la industria informática COMDEX. BellSouth comercializó una versión refinada para consumidores en 1994 bajo el nombre de "Simon Personal Communicator". Además de hacer y recibir llamadas celulares, el Simon equipado con pantalla táctil podría enviar y recibir faxes y correos electrónicos. Incluía una libreta de direcciones, un calendario, un programador de citas, una calculadora, un reloj de hora mundial y un bloc de notas, así como otras aplicaciones móviles visionarias como mapas, informes bursátiles y noticias.
El término "teléfono inteligente" no se acuñó hasta un año después de la introducción del Simon, que apareció impreso a partir de 1995, describiendo el comunicador PhoneWriter de AT&T.

### Integración de señales de datos con telefonía
La primera integración de señales de datos con telefonía fue conceptualizada por Nikola Tesla en 1909 y fue iniciada por Theodore Paraskevakos a partir de 1968 con su trabajo en la transmisión de datos electrónicos a través de líneas telefónicas. En 1971, mientras trabajaba con Boeing en Huntsville, Alabama, Paraskevakos consiguió que un transmisor y un receptor, que proporcionaban formas adicionales de comunicarse, se comunicaran con equipos remotos. Esto formó la base original para lo que ahora se conoce como identificación de llamadas. El primer equipo de identificación de llamadas se instaló en Peoples' Telephone Company en Leesburg, Alabama, y se mostró a varias compañías telefónicas.

### PDA o Teléfonos híbridos
A mediados de la década de 1990, muchas personas que tenían teléfonos móviles llevaban un dispositivo PDA dedicado y separado, ejecutando versiones anteriores de sistemas operativos como Palm OS, Newton OS, Symbian o Windows CE / Pocket PC. Estos sistemas operativos luego evolucionarán hacia los primeros sistemas operativos móviles. La mayoría de los "teléfonos inteligentes" en esta era eran dispositivos híbridos que combinaban estos sistemas operativos PDA familiares existentes con el hardware básico del teléfono. Los resultados fueron dispositivos más voluminosos que los teléfonos móviles dedicados o los PDA, pero permitieron una cantidad limitada de acceso a Internet móvil. Sin embargo, la tendencia en ese momento en que los fabricantes compitieron tanto en teléfonos móviles como en PDA era hacer que los dispositivos fueran más pequeños y delgados. La mayor parte de estos teléfonos inteligentes combinados con sus costosos planes de datos, más otros inconvenientes, como las limitaciones de expansión y la duración de la batería en comparación con los dispositivos independientes separados, generalmente limitaban su popularidad a los "primeros usuarios" y los usuarios empresariales que necesitaban conectividad portátil.
En marzo de 1996, Hewlett-Packard lanzó el HP OmniGo 700LX, una especie de computadora de bolsillo era una HP 200LX modificada con un teléfono móvil Nokia 2110, y software basado en ROM para admitirlo. Tenía una pantalla LCD de escala de grises de cuatro tonos, compatible con CGA y resolución 640 × 200, y se podía usar para hacer y recibir llamadas, crear y recibir mensajes de texto, correos electrónicos y faxes. También era 100% compatible con DOS 5.0, lo que le permite ejecutar miles de títulos de software existentes, incluidas las versiones anteriores de Windows.

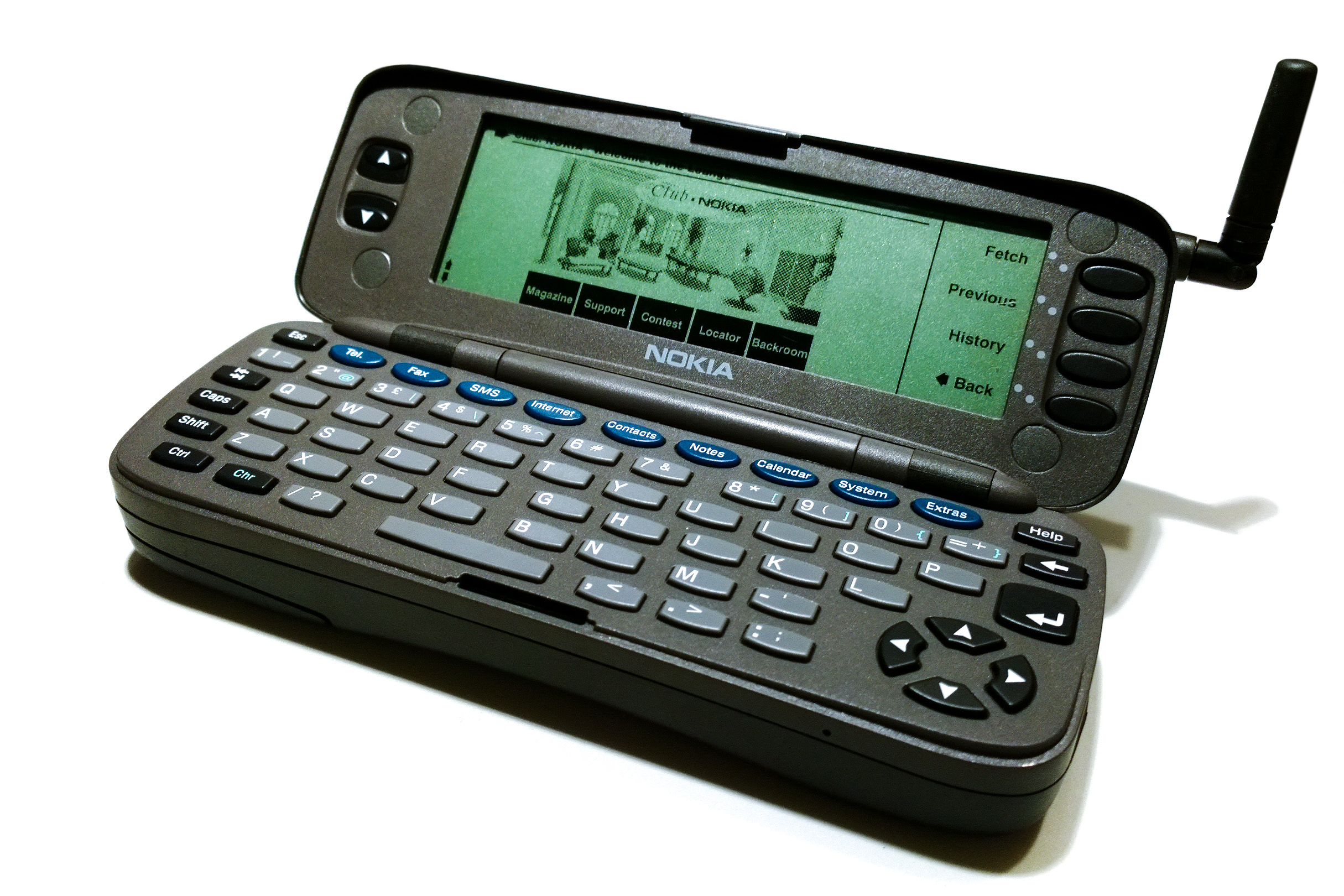
Nokia 9000 Communicator de 1996

En agosto de 1996, Nokia lanzó el Nokia 9000 Communicator, una PDA digital celular basada en el Nokia 2110 con un sistema integrado basado en el sistema operativo PEN / GEOS 3.0 de Geoworks. Los dos componentes se unieron mediante una bisagra en lo que se conoció como diseño de cubierta, con la pantalla superior y un teclado QWERTY físico debajo. La PDA proporcionó correo electrónico; aplicaciones de agenda, agenda, calculadora y notebook; navegación web basada en texto; y podría enviar y recibir faxes. Cuando está cerrado, el dispositivo podría ser utilizado como un teléfono celular digital.
En junio de 1999, Qualcomm lanzó el "pdQ Smartphone", un teléfono inteligente CDMA digital PCS con una PDA Palm integrada y conectividad a Internet.
En noviembre de 2000, Ericsson lanzó el Ericsson R380, un teléfono móvil GSM, con funcionalidad de PDA. Fue el primer teléfono móvil al que se le llamó "smartphone".

### Teléfonos japoneses
En 1999, el proveedor inalámbrico japonés NTT DoCoMo lanzó i-mode, una nueva plataforma de Internet móvil que proporcionaba velocidades de transmisión de datos de hasta 9.6 kilobits por segundo, y acceso a servicios web disponibles a través de la plataforma, como compras en línea. El i-mode de NTT DoCoMo usaba CHTML, un lenguaje que restringía algunos aspectos del HTML tradicional en favor de aumentar la velocidad de datos de los dispositivos. La funcionalidad limitada, las pantallas pequeñas y el ancho de banda limitado permiten que los teléfonos utilicen las velocidades de datos más lentas disponibles. El aumento de i-mode ayudó a NTT DoCoMo a acumular un estimado de 40 millones de suscriptores a finales de 2001, y ocupó el primer lugar en capitalización de mercado en Japón y el segundo a nivel mundial. Más tarde, este poder disminuiría ante el auge de los teléfonos 3G y nuevos con capacidades avanzadas de red inalámbrica.
Los teléfonos celulares japoneses se separaron cada vez más de los estándares y tendencias globales para ofrecer otras formas de servicios y funcionalidades avanzadas, como pagos móviles, comunicación de campo cercano (NFC) y televisión móvil de 1 segmento.

### Años 2000: Primeros inicios
Los teléfonos inteligentes aún eran poco frecuentes fuera de Japón hasta la introducción del Danger Hiptop en 2002, que tuvo un éxito moderado entre los consumidores de los Estados Unidos como el T-Mobile Sidekick. Sin embargo, hasta entonces los teléfonos celulares convencionales aún dominaban el mercado de los celulares debido al costo de estos; y el acceso a Internet prácticamente se relegaba solamente a través de las computadoras.

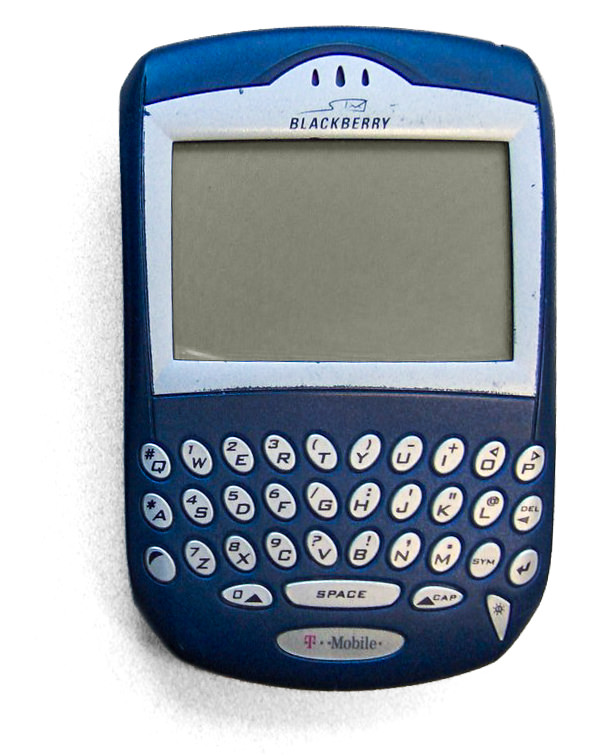
BlackBerry 7230

En Europa, Nokia estaba viendo el éxito con sus primeros teléfonos inteligentes basados en Symbian, originalmente desarrollados por Psion para sus organizadores personales, y fue el sistema operativo para teléfonos inteligentes más popular en Europa desde mediados hasta finales de la década de 2000. Inicialmente, los teléfonos inteligentes Symbian de Nokia se enfocaban en los negocios con Eseries, similares a los dispositivos Windows Mobile y BlackBerry en ese momento. A partir de 2006, Nokia comenzó a producir teléfonos inteligentes enfocados en el consumidor, popularizados por los enfoques al entretenimiento. A su vez los usuarios comerciales de los EE.UU comenzaron a adoptar dispositivos BlackBerry de Research In Motion. Los usuarios estadounidenses popularizaron el término "CrackBerry" en 2006 debido a la naturaleza adictiva de BlackBerry.
En 2005, Casio lanzó el Casio Canu 502S, el primer teléfono resistente al agua de la historia. En Japón fue comercializado como Casio G'zOne Type-R, y en otros mercados como LG Canu 502.

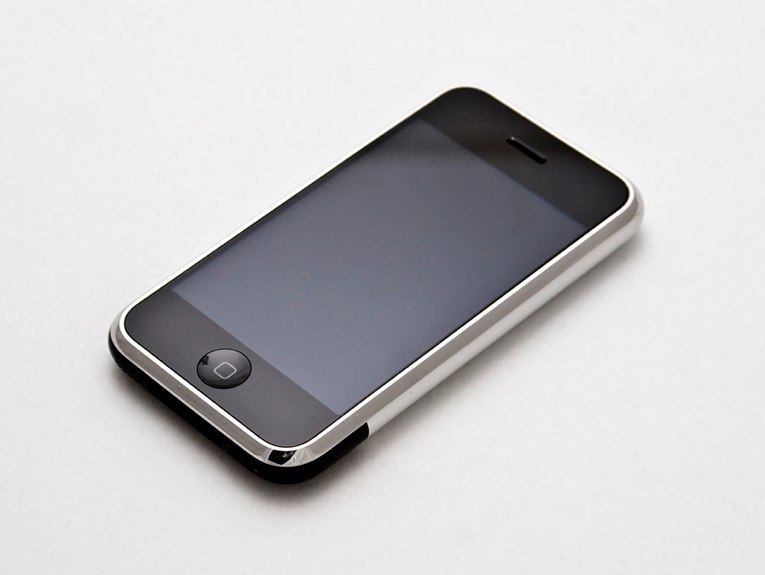
iPhone de 2007

En 2007, Apple lanza el primer IPhone de la historia, cambiando así los estándares del uso de telefonía celular para siempre. Fue nombrado «Invento del año» por la revista Time en 2007. Tuvo un precio de salida de $499, solo disponible con la operadora AT&T en EE. UU. Por ende, con la salida del primer IPhone, da a luz al sistema operativo móvil IOS, y un año después –en 2008– la salida a la luz de Android; siendo estos últimos sistemas operativos móviles los que deslumbrarían en la próxima década.
Hasta 2010, Symbian era el sistema operativo para teléfonos celulares más utilizado del mundo, tanto celulares convencionales como "inteligentes" (lo que hoy día se consideraría teléfonos con funciones). Paralelo a todos estos movimientos, se estaban desarrollando dos sistemas operativos clave y funcionales en el mundo: Android e iOS. Estos dos sistemas ganaban cada vez más fuerza a lo largo del territorio mundial. Haciendo que estos dos evolucionen y destaquen en la época de 2010 hasta la actualidad.

### Años 2010 hasta la actualidad

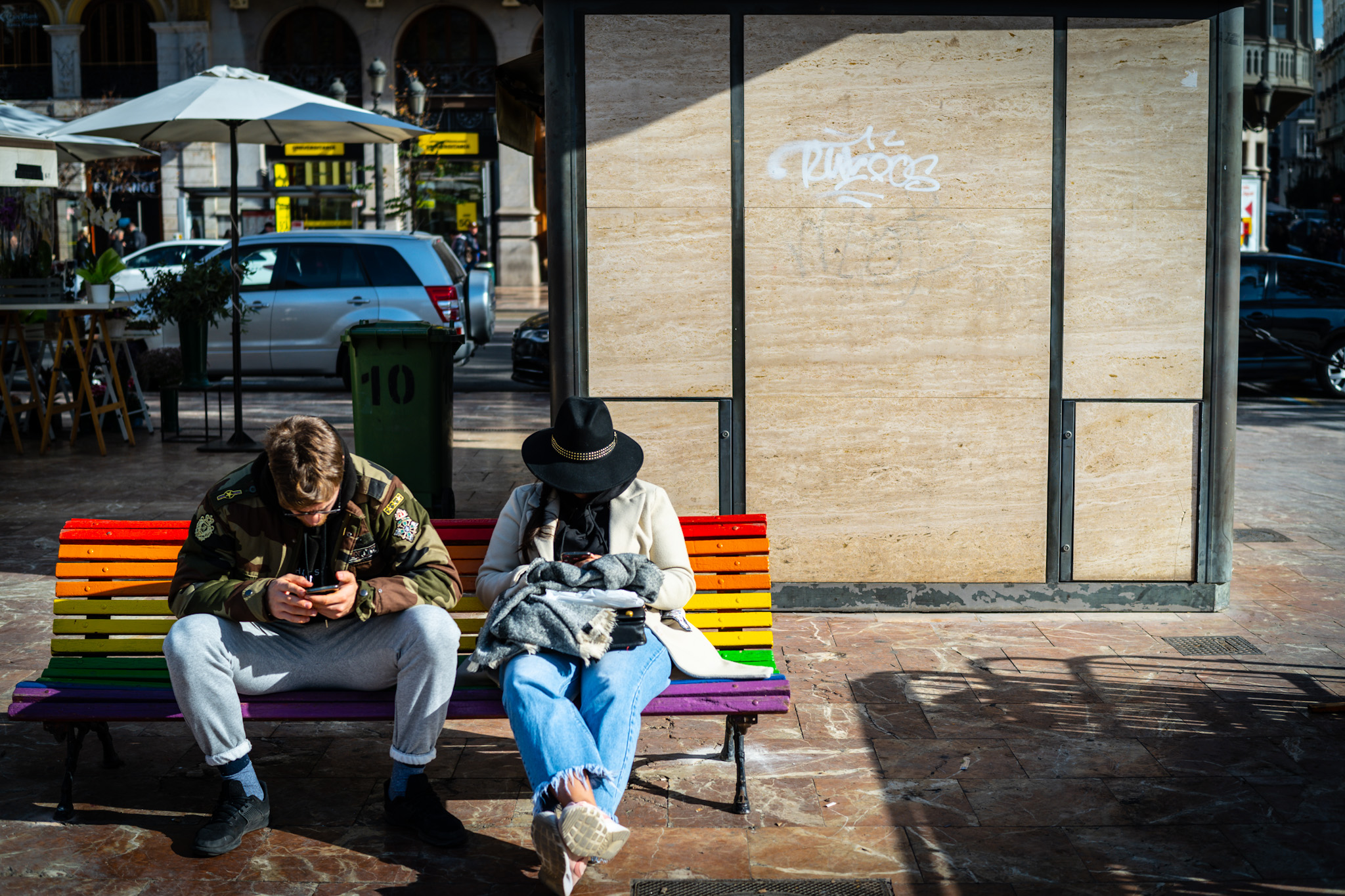
Personas usando teléfonos móviles en 2020

Los años 2010 ha sido la década en el que los teléfonos inteligentes superan en venta a los teléfonos móviles convencionales (en 2013), cambiando de esta manera las relaciones sociales para siempre, multiplicándose el acceso a Internet a través de estos dispositivos en gran parte del mundo, pues básicamente estos teléfonos equivaldrían a una computadora de bolsillo. Incluso los teléfonos inteligentes de gama baja poseen conectividad a Internet, entre otras funciones que equiparan o superan a cualquier teléfono celular convencional de la época.
En 2010, Symbian aún seguía como el sistema operativo móvil más popular del mundo (junto a Nokia como insignia del producto), aunque en los años siguientes, dominaron el mercado tanto iOS como Android, así como el sistema operativo de BlackBerry y Windows Phone (estos dos últimos fuera de vigencia actualmente). En 2010 también, Samsung presenta su línea S de teléfonos móviles, lanzando por primera vez el Samsung Galaxy S, buque insignia de la empresa hasta hoy día.
En 2011 se presentó el primer teléfono inteligente con lector de huellas dactilares, el Motorola Atrix 4G. A fines de 2013, QSAlpha comenzó la producción de un teléfono inteligente diseñado exclusivamente para la seguridad, el cifrado y la protección de identidad. También algunas compañías como Samsung y LG, lanzaron dispositivos telefónicos con pantallas curvadas.
Para 2014, las pantallas de 1440p comenzaron a aparecer en los teléfonos inteligentes de gama alta.
En 2015, Sony lanzó el Sony Xperia Z5 Premium, fue el primer teléfono con pantalla de resolución 4K del mundo, aunque solo las imágenes y los videos podrían procesarse a esa resolución (el resto del software se eleva a 1080p).
En 2016, LG y Motorola presentaron teléfonos inteligentes con una forma limitada de modularidad para accesorios; El LG G5 permitió la instalación de accesorios mediante la extracción de su compartimiento de la batería, mientras que el Moto Z utiliza accesorios unidos magnéticamente en la parte posterior del dispositivo. También hubo una inclusión en el enfoque de la realidad virtual y las experiencias de realidad aumentada dirigidas a los teléfonos inteligentes, el conector USB-C recién introducido y la mejora de las tecnologías LTE.
En 2017, se implantaron nuevas características, como el notch o muesca, un espacio en la parte superior de la pantalla para albergar la cámara que consigue minimizar el espacio no utilizado por la propia pantalla, además de pantallas en 16:9 así como el sistema de reconocimiento facial de la cámara, una característica presentada por el iPhone X con el nombre de Face ID.
En 2018, se anunciaron los primeros teléfonos inteligentes con lectores de huellas digitales integrados en pantallas OLED.
En 2019, aparecieron teléfonos con pantalla plegable, 5G, configuración de más de dos cámaras como norma y cámaras de tiempo de vuelo (time of flight, TOF) con detección de profundidad. También se redujo al mínimo el tamaño del notch.

## Materias primas para los principales componentes de un teléfono inteligente
OroDebido a que es un buen conductor eléctrico y un buen resistente a la corrosión, se utiliza para recubrir los conectores de los componentes electrónicos, cables de conexión, contactos de interruptores y tiras de conexión.
Estaño e indioEl óxido de estaño y el óxido de indio se utilizan para recubrir las pantallas de cristal de un fino y transparente conductor que le otorga la conductividad necesaria para una pantalla táctil.
Tungsteno o wolframioDada su alta densidad, se utiliza para el peso de los motores que permiten la vibración de los teléfonos móviles.
TantalioEl tantalio se utiliza para hacer los condensadores de tantalio, muy comunes en los aparatos electrónicos modernos.
CobaltoEl cobalto se utiliza para las baterías recargables de iones de litio, basadas en óxido de cobalto y litio, que se encuentran en los teléfonos móviles y computadoras portátiles.
CobreSe utiliza para circuitos integrados y placas con circuitos impresos, substituyendo al aluminio debido a su superior conductividad eléctrica. También se utiliza para disipadores e intercambiadores de calor gracias a su buena disipación de calor.
Coltán
Se utiliza para la batería, para las cámaras y en el microprocesador.
GalioSe utiliza para circuitos integrados. LEDs y transistores.
AluminioSe utiliza para hacer las carcasas de los teléfonos, es más ligero que el hierro y más duro y fiable que el plástico.
PlataSe utiliza en contactos eléctricos y baterías. Por otra parte, los hilos de plata se utilizan para los guantes que permiten conectividad con las pantallas táctiles.
Silicio
Litio
Coltán
Níquel
Grafeno

## Soporte de bandas

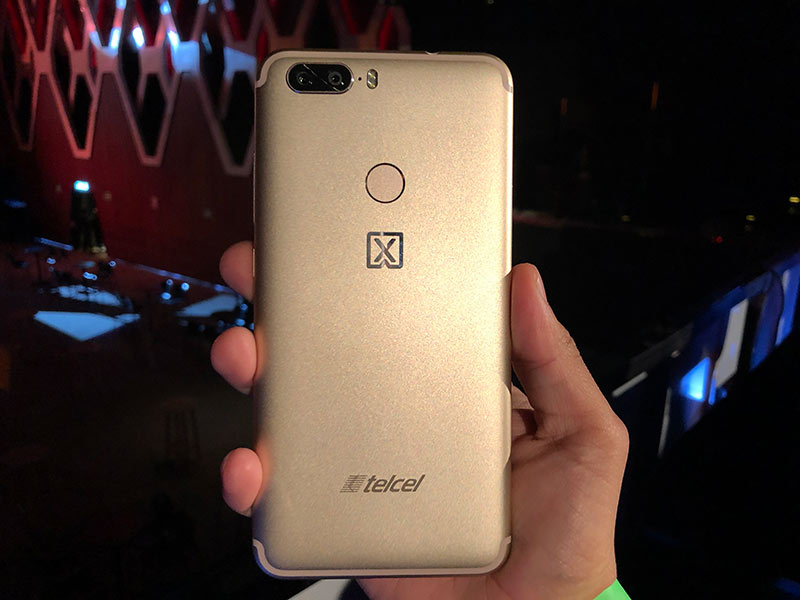
Diseño de Lanix

Cuantas más bandas de radio pueda soportar un teléfono móvil, más frecuencias podrá usar. Los teléfonos tribanda soportan cuatro frecuencias. Por lo tanto y en teoría, proporcionan una mejor cobertura en comparación con cualquier otro teléfono móvil, banda dual o banda simple. A estos teléfonos de cuatro bandas también se les ha llamado teléfonos inteligentes mundiales, ya que son compatibles con las cuatro frecuencias GSM prevalecientes en casi todo el mundo. Por lo tanto pueden funcionar en cualquier parte. Sin embargo, se recomienda al usuario consultar siempre a su operador de servicio para saber la compatibilidad del equipo.

## Diseño

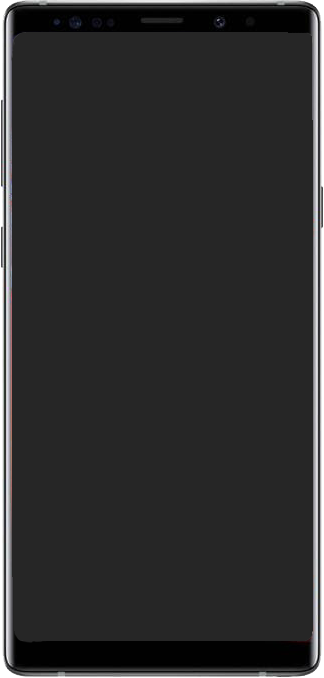
Diseño del Samsung Galaxy note 9

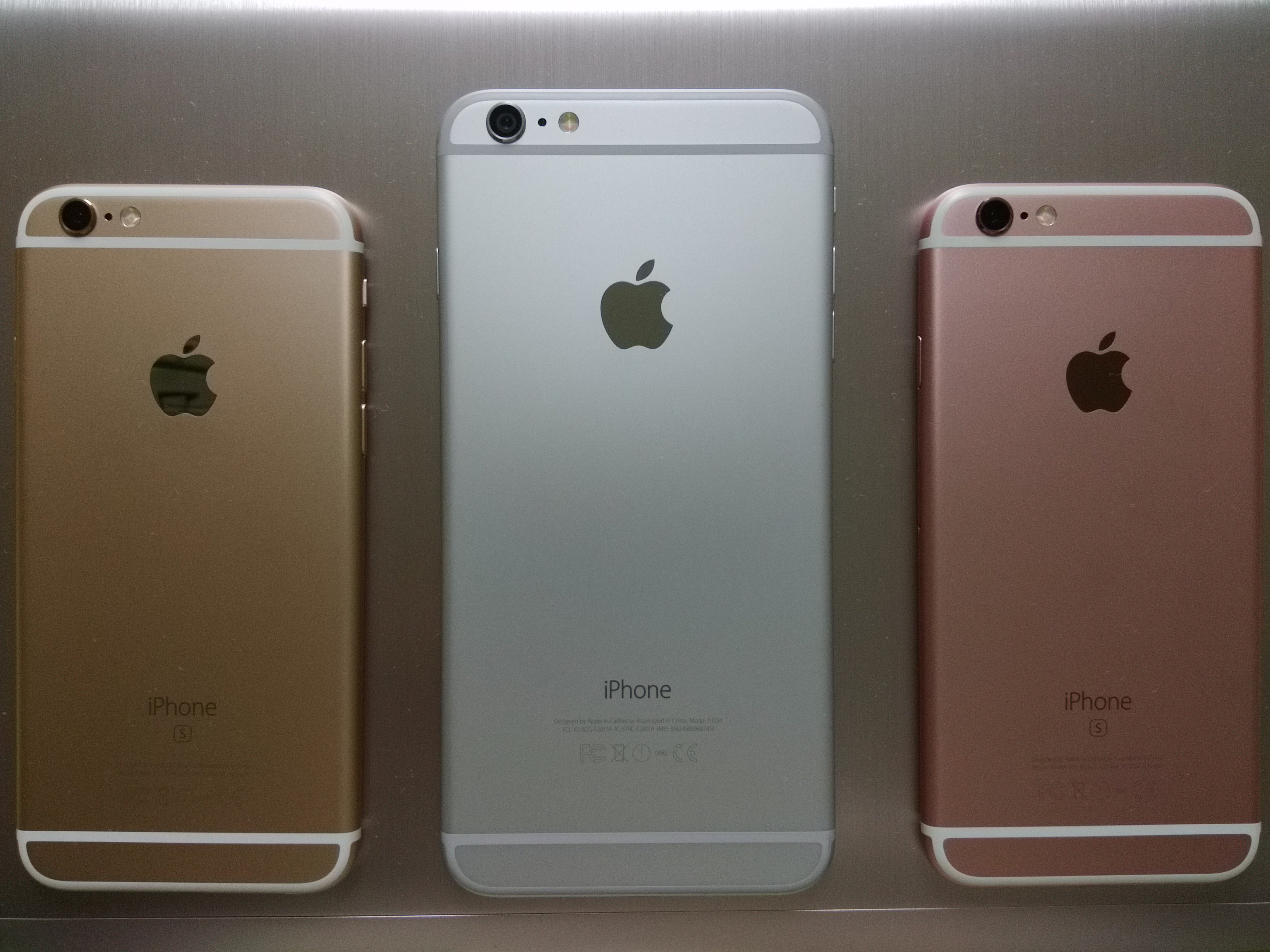
iPhone

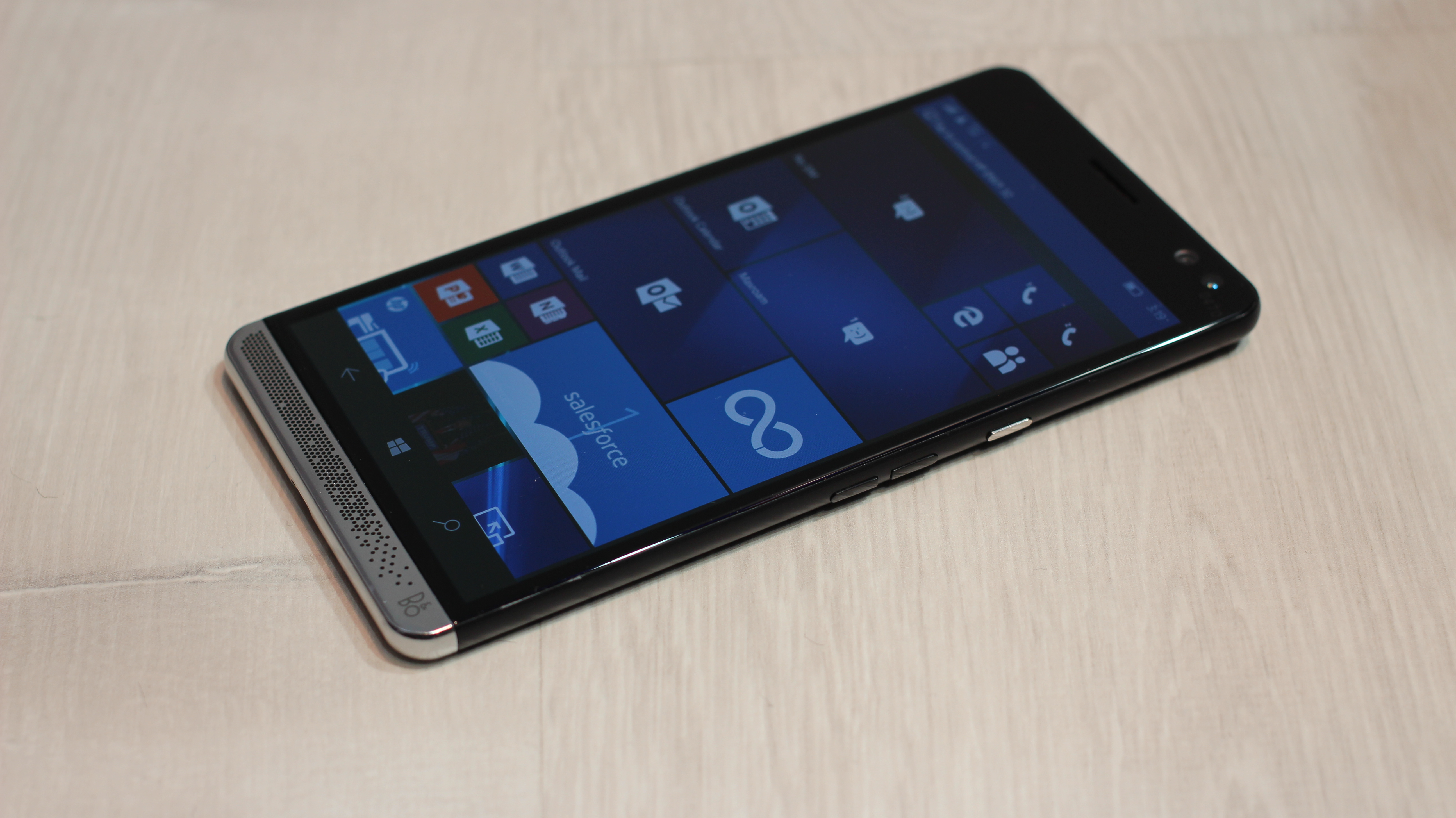
HP Elite x3

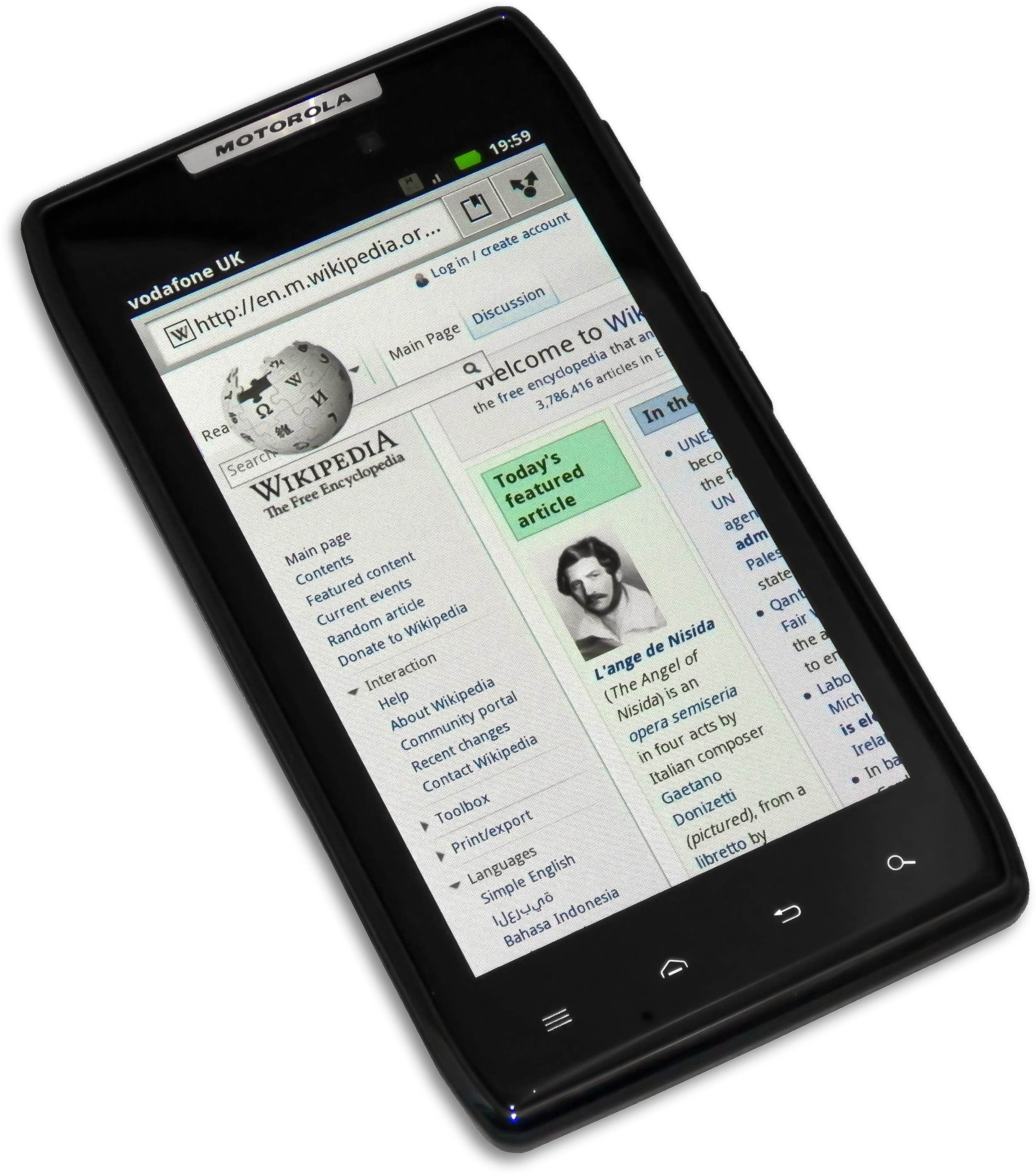
Motorola RAZR XT910

En la actualidad, el diseño de los teléfonos inteligentes es muy similar entre ellos: rectangular, con una o dos cámaras (tanto frontal como posterior) y algunos botones (generalmente 3, +volumen, -volumen y un botón para el bloqueo/encendido/apagado del dispositivo) ya que es totalmente táctil. Algunos ejemplos de teléfonos denominados inteligentes son: Xiaomi Mi y Redmi, Serie Galaxy S de Samsung, Serie Moto Z4 y Motorola One de Lenovo (Motorola Mobility), Serie Mate 30 y P30 de Huawei, Serie iPhone de Apple, Oppo, Realme, Serie 7 de OnePlus, Serie V15 de Vivo, Serie G y V ThinQ de LG, Serie 20 de Honor, Serie Infinity H12 de Hisense, Serie T7 de TCL, Serie ZenFone de ASUS, Serie Idol de Alcatel, Serie One de HTC, Serie Grand de ZTE, Nubia Technology, Serie Pixel de Google, Serie K10 Helio de Keiphone, Palm, Inc., Hyundai, Aiwa, RCA, Coolpad, Serie Xperia de Sony, Serie Fun de Öwn, Serie GM7 de Gear, Serie G9 de BLU, Brightstar Corporation, POCO, Cubot, iQOO, Lanix, Kyocera, Nokia, Infinix Mobile, Sky Electronics, Tesla Pi Phone, BQ, Amazon Fire Phone, Cat phones, etc.

## Sistemas operativos
Los sistemas operativos móviles más frecuentes utilizados por los teléfonos inteligentes son Android (de Google), iOS (de Apple), ColorOS (de OPPO), OxygenOS (de OnePlus), HarmonyOS (de Huawei). Otros sistemas operativos de menor uso son KaiOS, Ubuntu Touch, Windows 10 Mobile (de Microsoft), etc.
Según datos de Kantar de agosto de 2016 en cuanto a uso de sistemas operativos móviles en teléfonos inteligentes en España, estos fueron los resultados de la cuota de usuarios:
| SO móvil          | Porcentaje (%) |
| ----------------- | -------------- |
| Android           | 91,8           |
| iOS               | 7,5            |
| Windows 10 Mobile | 0,7            |

En sistemas operativos, Android de Google domina el mercado con 86,8%, mientras iOS de Apple registra 12,5%, y Windows 10 Mobile de Microsoft, un 0,7%. El sistema móvil de Microsoft tiene baja cuota de usuarios debido a la falta de dispositivos móviles con el sistema operativo incluido. Aun así, se puede encontrar una serie de teléfonos con el sistema operativo de Microsoft como el HP Elite x3, el Microsoft Lumia 950, el HTC One M8, el Samsung ATIV S o el Microsoft Lumia 650.

### Marcas
Desde junio de 2021, Xiaomi es el mayor fabricante de móviles del mundo tras superar a Samsung y Apple, según Counterpoint Research.
Entre las marcas más vendidas, en el primer trimestre de 2015 se vendieron 298 millones de unidades, en el segundo trimestre la cifra aumentó en un 1,9%, superando los 300 millones de unidades, en el tercer trimestre crecieron 15,5%, hasta los 353 millones de unidades, gracias al empuje en los mercados emergentes, según los datos de la consultora tecnológica Gartner. Samsung, Apple y Huawei son las marcas más vendidas.
En 2016 Huawei avanzó a grandes pasos, logrando un 11,3% de cuota de mercado, recortándole a Apple 5% en poco tiempo, incluso de julio a septiembre la compañía creció un 70%, siendo la marca de mayor crecimiento en ese año Otra en crecimiento es Xiaomi, que en el primer trimestre se situaba sexta en el ranking, y ahora es cuarta, con un 5,9% de cuota de mercado. Los teléfonos chinos escalan ventas en Europa y Asia.
Según proyecciones de la firma digital eMarketer el número de usuarios de teléfonos inteligentes que se pudo haber registrado durante 2018 fue de 2530 millones. Gartner enlistó a Samsung como marca principal en ventas con 19%, seguida de Huawei, con un 13.4%, Apple con 11.8% y Xiaomi con 8.5% en el mercado mundial.
| Fuente  | Año  | Samsung | Huawei | Apple | Xiaomi | Oppo | Otros | Referencia |
| ------- | ---- | ------- | ------ | ----- | ------ | ---- | ----- | ---------- |
| Gartner | 2018 | 19.3%   | 13.3%  | 11.9% | 8.8%   | 7.6% | 39.0% | [ 35 ]     |
| IDC     | 2018 | 21.0%   | 15.9%  | 12.1% | 9.5%   | 8.6% | 32.9% | [ 71 ]     |

## Consecuencias
Debido a la popularidad de los teléfonos inteligentes, se masificó el uso del Internet en el mundo, especialmente en las regiones subdesarrolladas donde el Internet seguía siendo un lujo o escaso hasta principios de los años 2010, por la falta de computadoras en hogares.
Así mismo, esto conllevo a consecuencias negativas, como el uso indebido de Internet en menores de edad. También se han multiplicado los casos de delitos informáticos, como estafas por llamadas e internet, ciberacosos y diversos tipos de extorsión, como la sextorsión, en que las personas son inducidas a enviar imágenes y/o vídeos íntimos bajo engaños, con fines extorsivos.